# 甘丹五供节

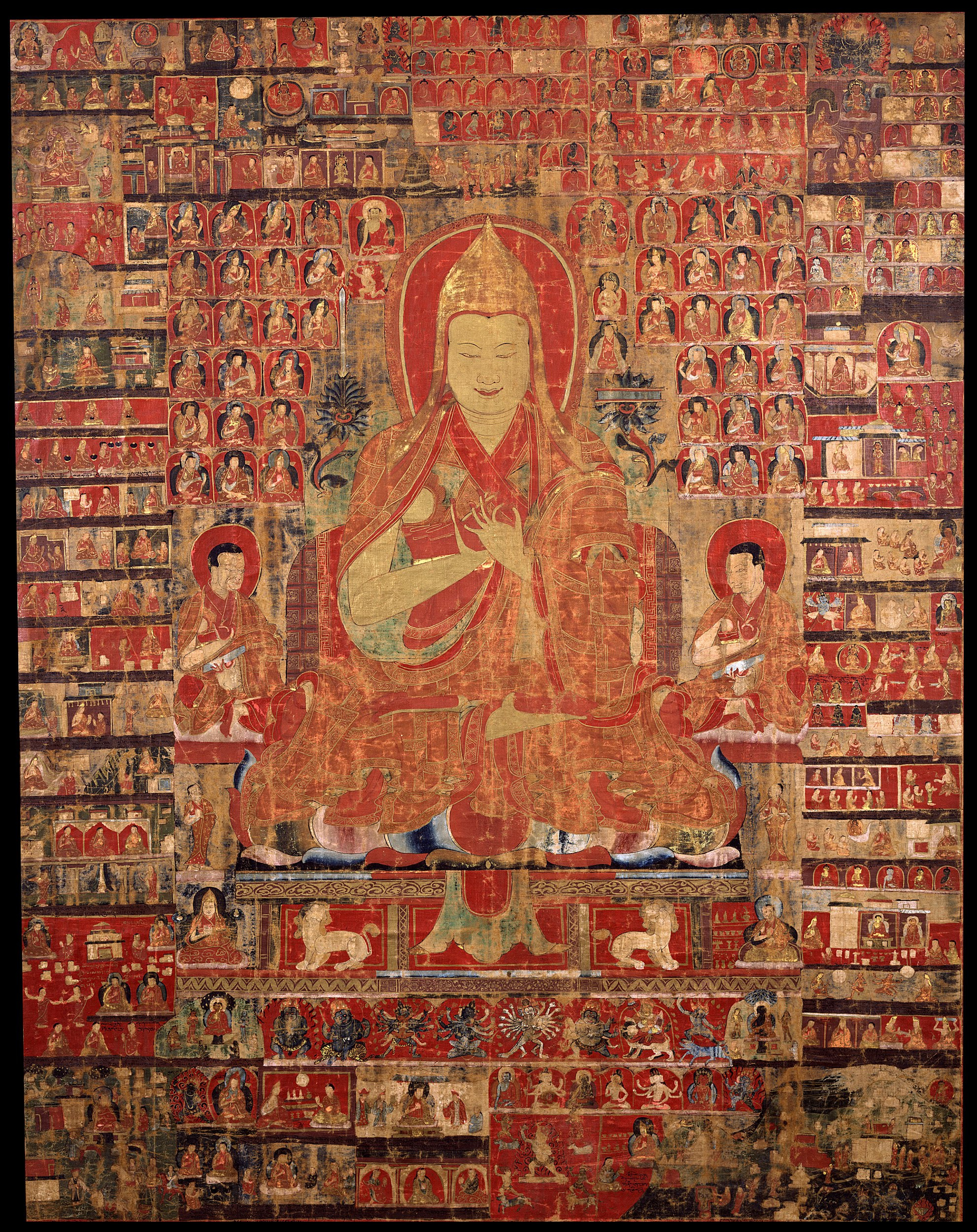
绘于15世纪藏区以格鲁派祖师宗喀巴为主尊的唐卡

甘丹五供节（藏語：དགའ་ལྡན་ལྔ་མཆོད།，藏语音译甘丹阿曲），又称燃灯节，藏传佛教格鲁派僧众于每年藏历10月25日以主寺甘丹寺为中心，为纪念缅怀祖师宗喀巴示寂涅槃的宗教仪轨。每年藏历10月24日，甘丹寺晒佛，昭示甘丹五供节前奏；25日，甘丹寺僧人于羊八井的大殿中用彩色礦石粉繪製壇城，用木料、酥油、糌粑塑制出各種神鬼、動物、花果、樹木等形象並飾以五彩，供人祭祀和祈禱，与此同时，其他格鲁派僧众会在各自寺院内外的佛坛与家中窗台上点燃酥油灯，昼夜不灭，举行诵经、磕头、灯供仪式等活动，祈愿宗喀巴赐与善良的人们聪慧、平安、吉祥、幸福。